# Le Mesnil-Rainfray
Le Mesnil-Rainfray är en kommun i departementet Manche i regionen Normandie i norra Frankrike. Kommunen ligger i kantonen Juvigny-le-Tertre som tillhör arrondissementet Avranches. År 2018 hade Le Mesnil-Rainfray 214 invånare.

## Befolkningsutveckling
Antalet invånare i kommunen Le Mesnil-Rainfray
| Referens: INSEE |